# Ryan Adams (baseball)
Pour le musicien, voir Ryan Adams.
Ryan Scott Adams (né le 21 avril 1987 à La Nouvelle-Orléans, Louisiane, États-Unis) est un joueur de deuxième but des Ligues majeures de baseball qui joue pour les Orioles de Baltimore en 2011.

## Carrière
En juin 2006, les Orioles de Baltimore utilisent un choix de repêchage obtenu en compensation pour la perte d'un agent libre, le lanceur B. J. Ryan, pour sélectionner en deuxième ronde le joueur de deuxième but Ryan Adams d'un high school de Louisiane.
En prévision de l'année 2011, Baseball America classe Adams parmi les dix joueurs les plus prometteurs dans le réseau de filiales des Orioles.
Adams fait ses débuts dans les majeures le 20 mai 2011 pour Baltimore, et il frappe son premier coup sûr à son premier match, un simple contre le lanceur Jason Marquis, des Nationals de Washington. Il maintient une bonne moyenne au bâton de ,281 à ses 29 premières parties avec les Orioles en 2011, obtenant 25 coups sûrs et 7 points produits.